# Thomas Alexander
Thomas Alexander  (Amsterdam, 23 januari 1980) is een Nederlands pianist.

## Biografie
Thomas Alexander studeerde aan het Amsterdams Conservatorium. Hij won verscheidene prijzen op concoursen, waaronder het Prinses Christina Concours. In 1997 maakte hij zijn televisiedebuut in De schreeuw van De Leeuw. Hij was ook te gast bij het radioprogramma De Spiegelzaal van Hans van den Boom, dat werd uitgezonden vanuit het Concertgebouw in Amsterdam.
Alexander werd bekend door zijn improvisaties op thema's van oude meesters als Chopin, Liszt, Mozart en Bach. Naast de klassieke componisten speelt hij jazz, blues en muziek uit het interbellum.
Na zijn studie vestigde Alexander zich gedurende enkele jaren voor onder meer optredens in de Verenigde Staten en Canada. Begin 2016 keerde hij terug naar Nederland. Alexander heeft sindsdien concerten gegeven in onder meer de Amsterdam ArenA, verder bij het KiKa Gala en in de Salla dei Cinquecento van het Palazzo Vecchio te Florence.

## Albums
- 2000: Thomas Alexander Plays the Piano
- 2002: A Collection of Beatles Songs
- 2006: Imperial Improvisations
- 2012: Piano Madness